# Abel Walraven
Abel Walraven (Molenhoek, 9 juli 1992) is een Nederlands voetballer.
Walraven kwalificeerde zich in juli 2011 met het CP-team tijdens het WK CP-voetbal in Hoogeveen voor de Paralympische Zomerspelen 2012 in Londen. Helaas sloeg in de training voor de Spelen het noodlot toe en raakte Walraven geblesseerd aan zijn knie.
In het dagelijks leven is hij hovenier.